# Lunery
Lunery – miejscowość i gmina we Francji, w Regionie Centralnym, w departamencie Cher.
Według danych na rok 1990 gminę zamieszkiwało 1665 osób, a gęstość zaludnienia wynosiła 51 osób/km² (wśród 1842 gmin Regionu Centralnego Lunery plasuje się na 240. miejscu pod względem liczby ludności, natomiast pod względem powierzchni na miejscu 291.).